# Xenicus
Xenicus là một chi chim trong họ Acanthisittidae.